# Qualificazioni al campionato mondiale di calcio 2026 - UEFA - Fase a gironi, gruppo A

## Classifica
| Pos. | Squadra          | Pt | G | V | N | P | GF | GS | DR |
| ---- | ---------------- | -- | - | - | - | - | -- | -- | -- |
| 1.   | Germania         | 0  | 0 | 0 | 0 | 0 | 0  | 0  | 0  |
| 2.   | Slovacchia       | 0  | 0 | 0 | 0 | 0 | 0  | 0  | 0  |
| 3.   | Irlanda del Nord | 0  | 0 | 0 | 0 | 0 | 0  | 0  | 0  |
| 4.   | Lussemburgo      | 0  | 0 | 0 | 0 | 0 | 0  | 0  | 0  |

## Risultati

### 1ª giornata
| Lussemburgo 4 settembre 2025, ore 20:45 CEST | Lussemburgo | – referto | Irlanda del Nord | Stade de Luxembourg |

| Bratislava 4 settembre 2025, ore 20:45 CEST | Slovacchia | – referto | Germania | Tehelné pole |

### 2ª giornata
| Lussemburgo 7 settembre 2025, ore 20:45 CEST | Lussemburgo | – referto | Slovacchia | Stade de Luxembourg |

| Colonia 7 settembre 2025, ore 20:45 CEST | Germania | – referto | Irlanda del Nord | RheinEnergieStadion |

### 3ª giornata
| 10 ottobre 2025, ore 20:45 CEST | Irlanda del Nord | – referto | Slovacchia |  |

| 10 ottobre 2025, ore 20:45 CEST | Germania | – referto | Lussemburgo |  |

### 4ª giornata
| 13 ottobre 2025, ore 20:45 CEST | Irlanda del Nord | – referto | Germania |  |

| 13 ottobre 2025, ore 20:45 CEST | Slovacchia | – referto | Lussemburgo |  |

### 5ª giornata
| 14 novembre 2025, ore 20:45 CET | Lussemburgo | – referto | Germania |  |

| 14 novembre 2025, ore 20:45 CET | Slovacchia | – referto | Irlanda del Nord |  |

### 6ª giornata
| 17 novembre 2025, ore 20:45 CET | Irlanda del Nord | – referto | Lussemburgo |  |

| 17 novembre 2025, ore 20:45 CET | Germania | – referto | Slovacchia |  |